# جفری لینچ
جفری لینچ (انگلیسی: Jeffrey Lynch؛ زادهٔ ۱ ژانویه ۲۰۰۰) پویانما و گرافیست اهل ایالات متحده آمریکا است. او به‌عنوان کارگردان انیمیشن در مجموعه‌های سیمپسون‌ها و فیوچراما همکاری داشت.